# WTA German Open
German Open (cunoscut în prezent ca Grass Court Championships Berlin) este un tuneu profesionist de tenis feminin care se joacă la clubul LTTC Rot-Weiß din Berlin. Desfășurat din 1896, a fost unul dintre cele mai vechi turnee pentru femei. Până în 1978, turneul a avut loc la Hamburg împreună cu turneul masculin. Din 1988, a fost clasificat în turneul WTA ca turneu de nivel I.
După o absență de mai bine de un deceniu, s-a anunțat că turneul va reveni în calendarul WTA pentru sezonul 2020. Cu toate acestea, evenimentul a fost anulat în aprilie 2020 din cauza pandemiei de COVID-19 și ar urma să revină în 2021. Noul eveniment este clasificat ca un turneu de nivel Premier și servește ca eveniment de încălzire pentru Campionatele de la Wimbledon, trecând de la terenuri cu suprafață de zgură la iarbă.

## Rezultate

### Simplu
| An                  | Campion                                                                            | Finalist                                                                           | Scor                                                                               |
| ------------------- | ---------------------------------------------------------------------------------- | ---------------------------------------------------------------------------------- | ---------------------------------------------------------------------------------- |
| 2025                | Markéta Vondroušová                                                                | Wang Xinyu                                                                         | 7–6(12–10), 4–6, 6–2                                                               |
| 2024                | Jessica Pegula                                                                     | Anna Kalinskaia                                                                    | 6–7(0–7), 6–4, 7–6(7–3)                                                            |
| 2023                | Petra Kvitová                                                                      | Donna Vekić                                                                        | 6–2, 7–6(8–6)                                                                      |
| 2022                | Ons Jabeur                                                                         | Belinda Bencic                                                                     | 6–3, 2–1, ret.                                                                     |
| 2021                | Liudmila Samsonova                                                                 | Belinda Bencic                                                                     | 1–6, 6–1, 6–3                                                                      |
| 2020                | Anulat din cauza pandemiei de COVID-19                                             | Anulat din cauza pandemiei de COVID-19                                             | Anulat din cauza pandemiei de COVID-19                                             |
| ↑ Berlin (iarbă) ↑  |                                                                                    |                                                                                    |                                                                                    |
| 2009– 2019          | Nu s-a ținut                                                                       | Nu s-a ținut                                                                       | Nu s-a ținut                                                                       |
| 2008                | Dinara Safina                                                                      | Elena Dementieva                                                                   | 3–6, 6–2, 6–2                                                                      |
| 2007                | Ana Ivanovic                                                                       | Svetlana Kuznetsova                                                                | 3–6, 6–4, 7–6(7–4)                                                                 |
| 2006                | Nadia Petrova                                                                      | Justine Henin                                                                      | 4–6, 6–4, 7–5                                                                      |
| 2005                | Justine Henin (3)                                                                  | Nadia Petrova                                                                      | 6–3, 4–6, 6–3                                                                      |
| 2004                | Amélie Mauresmo (2)                                                                | Venus Williams                                                                     | walkover                                                                           |
| 2003                | Justine Henin (2)                                                                  | Kim Clijsters                                                                      | 6–4, 4–6, 7–5                                                                      |
| 2002                | Justine Henin                                                                      | Serena Williams                                                                    | 6–2, 1–6, 7–6(7–5)                                                                 |
| 2001                | Amélie Mauresmo                                                                    | Jennifer Capriati                                                                  | 6–4, 2–6, 6–3                                                                      |
| 2000                | Conchita Martínez (2)                                                              | Amanda Coetzer                                                                     | 6–1, 6–2                                                                           |
| 1999                | Martina Hingis                                                                     | Julie Halard-Decugis                                                               | 6–0, 6–1                                                                           |
| 1998                | Conchita Martínez                                                                  | Amélie Mauresmo                                                                    | 6–4, 6–4                                                                           |
| 1997                | Mary Joe Fernandez                                                                 | Mary Pierce                                                                        | 6–2, 3–6, 6–2                                                                      |
| 1996                | Steffi Graf (9)                                                                    | Karina Habšudová                                                                   | 4–6, 6–2, 7–5                                                                      |
| 1995                | Arantxa Sánchez Vicario                                                            | Magdalena Maleeva                                                                  | 6–4, 6–1                                                                           |
| 1994                | Steffi Graf (8)                                                                    | Brenda Schultz                                                                     | 7–6(8–6), 6–4                                                                      |
| 1993                | Steffi Graf (7)                                                                    | Gabriela Sabatini                                                                  | 7–6(7–3), 2–6, 6–4                                                                 |
| 1992                | Steffi Graf (6)                                                                    | Arantxa Sánchez Vicario                                                            | 4–6, 7–5, 6–2                                                                      |
| 1991                | Steffi Graf (5)                                                                    | Arantxa Sánchez Vicario                                                            | 6–3, 4–6, 7–6(8–6)                                                                 |
| 1990                | Monica Seles                                                                       | Steffi Graf                                                                        | 6–4, 6–3                                                                           |
| 1989                | Steffi Graf (4)                                                                    | Gabriela Sabatini                                                                  | 6–3, 6–1                                                                           |
| 1988                | Steffi Graf (3)                                                                    | Helena Suková                                                                      | 6–3, 6–2                                                                           |
| 1987                | Steffi Graf (2)                                                                    | Claudia Kohde-Kilsch                                                               | 6–2, 6–3                                                                           |
| 1986                | Steffi Graf                                                                        | Martina Navratilova                                                                | 6–2, 6–3                                                                           |
| 1985                | Chris Evert-Lloyd (2)                                                              | Steffi Graf                                                                        | 6–4, 7–5                                                                           |
| 1984                | Claudia Kohde-Kilsch                                                               | Kathleen Horvath                                                                   | 7–6(10–8), 6–1                                                                     |
| 1983                | Chris Evert-Lloyd                                                                  | Kathleen Horvath                                                                   | 6–4, 7–6(7–1)                                                                      |
| 1982                | Bettina Bunge                                                                      | Kathy Rinaldi                                                                      | 6–2, 6–2                                                                           |
| 1981                | Regina Maršíková                                                                   | Ivanna Madruga-Osses                                                               | 6–2, 6–1                                                                           |
| 1980                | Nu s-a ținut pentru a face loc Cupei Federației care a avut loc în aceeași locație | Nu s-a ținut pentru a face loc Cupei Federației care a avut loc în aceeași locație | Nu s-a ținut pentru a face loc Cupei Federației care a avut loc în aceeași locație |
| 1979                | Caroline Stoll                                                                     | Regina Maršíková                                                                   | 7–6(7–4), 6–0                                                                      |
| ↑ Berlin (zgură) ↑  |                                                                                    |                                                                                    |                                                                                    |
| ↓ Hamburg (zgură) ↓ |                                                                                    |                                                                                    |                                                                                    |
| 1978                | Mima Jausovec                                                                      | Virginia Ruzici                                                                    | 6–2, 6–3                                                                           |
| 1977                | Laura duPont                                                                       | Heidi Eisterlehner                                                                 | 6–1, 6–4                                                                           |
| 1976                | Sue Barker                                                                         | Renata Tomanová                                                                    | 6–3, 6–1                                                                           |
| 1975                | Renata Tomanová                                                                    | Kazuko Sawamatsu                                                                   | 7–6, 5–7, 10–8                                                                     |
| 1974                | Helga Masthoff (3)                                                                 | Martina Navratilova                                                                | 6–4, 5–7, 7–3                                                                      |
| 1973                | Helga Masthoff (2)                                                                 | Pat Walkden Pretorius                                                              | 6–4, 6–1                                                                           |
| 1972                | Helga Masthoff                                                                     | Linda Tuero                                                                        | 6–3, 3–6 8–6                                                                       |
| 1971                | Billie Jean King                                                                   | Helga Masthoff                                                                     | 6–3, 6–2                                                                           |
| 1970                | Helga Schultze-Hösl                                                                | Helga Niessen                                                                      | 6–3, 6–3                                                                           |
| 1969                | Judy Tegart                                                                        | Helga Niessen                                                                      | 6–3, 6–4                                                                           |
| 1968                | Annette Van Zyl                                                                    | Judy Tegart                                                                        | 6–1, 7–5                                                                           |
| 1967                | Françoise Dürr                                                                     | Lesley Turner                                                                      | 6–4, 6–4                                                                           |
| 1966                | Margaret Smith (3)                                                                 | Maria Bueno                                                                        | 8–6, 6–3                                                                           |
| 1965                | Margaret Smith (2)                                                                 | Edda Buding                                                                        | 6–3, 6–2                                                                           |
| 1964                | Margaret Smith                                                                     | Maria Bueno                                                                        | 6–1, 6–1                                                                           |
| 1963                | Renée Schuurman                                                                    | Lesley Turner                                                                      | 6–4, 1–6, 6–3                                                                      |
| 1962                | Sandra Reynolds Price (3)                                                          | Ann Haydon                                                                         | 4–6, 6–3, 7–5                                                                      |
| 1961                | Sandra Reynolds (2)                                                                | Yola Ramírez                                                                       | 5–7, 7–5, 6–1                                                                      |
| 1960                | Sandra Reynolds                                                                    | Maria Bueno                                                                        | 7–5, 8–6                                                                           |
| 1959                | Edda Buding                                                                        | Zsuzsa Körmöczy                                                                    | walkover                                                                           |
| 1958                | Lorraine Coghlan                                                                   | Shirley Bloomer                                                                    | 6–4, 7–5                                                                           |
| 1957                | Yola Ramírez                                                                       | Rosie Reyes                                                                        | 7–5, 6–3                                                                           |
| 1956                | Thelma Long                                                                        | Silvana Lazzarino                                                                  | 7–5, 6–2                                                                           |
| 1955                | Beryl Penrose                                                                      | Erika Vollmer                                                                      | 6–4, 6–4                                                                           |
| 1954                | Joy Mottram                                                                        | Inge Pohmann                                                                       | 2–6, 7–5, 6–2                                                                      |
| 1953                | Dorothy Knode                                                                      | Joy Mottram                                                                        | 6–0, 4–6, 6–4                                                                      |
| 1952                | Dorothy Head (2)                                                                   | Erika Vollmer                                                                      | 6–1, 6–3                                                                           |
| 1951                | Nancye Bolton                                                                      | Mary Terán de Weiss                                                                | 6–3, 6–3                                                                           |
| 1950                | Dorothy Head                                                                       | Ursula Heidtmann                                                                   | 6–3, 6–0                                                                           |
| 1949                | Mary Terán de Weiss                                                                | Inge Pohmann                                                                       | 6–2, 6–8, 9–7                                                                      |
| 1948                | Ursula Rosenow                                                                     | Inge Pohmann                                                                       | 6–2, 8–6                                                                           |
| 1940– 1947          | Nu s-a ținut                                                                       | Nu s-a ținut                                                                       | Nu s-a ținut                                                                       |
| 1939                | Hilde Sperling (6)                                                                 | Hella Kovac                                                                        | 6–0, 6–1                                                                           |
| 1938                | Hilde Sperling (5)                                                                 | Margot Lumb                                                                        | 6–1, 6–0                                                                           |
| 1937                | Hilde Sperling (4)                                                                 | Marie-Louise Horn                                                                  | 4–6, 6–2, 6–2                                                                      |
| 1936                | Nu s-a ținut                                                                       | Nu s-a ținut                                                                       | Nu s-a ținut                                                                       |
| 1935                | Hilde Sperling (3)                                                                 | Cilly Aussem                                                                       | 9–7, 6–0                                                                           |
| 1934                | Hilde Sperling (2)                                                                 | Cilly Aussem                                                                       | 6–2, 6–3                                                                           |
| 1933                | Hilde Krahwinkel                                                                   | Sylvie Jung Henrotin                                                               | 6–2, 6–1                                                                           |
| 1932                | Lolette Payot                                                                      | Hilde Krahwinkel                                                                   | 6–2, 1–6, 6–4                                                                      |
| 1931                | Cilly Aussem (3)                                                                   | Irmgard Rost                                                                       | 6–1, 6–2                                                                           |
| 1930                | Cilly Aussem (2)                                                                   | Hilde Krahwinkel                                                                   | 6–4, 6–4                                                                           |
| 1929                | Paula von Reznicek                                                                 | Violet Chamberlain                                                                 | 6–2, 4–6, 6–0                                                                      |
| 1928                | Daphne Akhurst                                                                     | Cilly Aussem                                                                       | 2–6, 6–0, 6–4                                                                      |
| 1927                | Cilly Aussem                                                                       | Ilse Friedleben                                                                    | 6–3, 6–3                                                                           |
| 1926                | Ilse Friedleben (6)                                                                | Nelly Neppach                                                                      | 5–7, 6–4, 6–2                                                                      |
| 1925                | Nelly Neppach                                                                      | Ilse Friedleben                                                                    | 2–6, 6–4, 10–8                                                                     |
| 1924                | Ilse Friedleben (5)                                                                | Nelly Neppach                                                                      |                                                                                    |
| 1923                | Ilse Friedleben (4)                                                                | Nelly Neppach                                                                      |                                                                                    |
| 1922                | Ilse Friedleben (3)                                                                | Nelly Neppach                                                                      |                                                                                    |
| 1921                | Ilse Friedleben (2)                                                                | Daisy Uhl                                                                          | 9–7, 6–1                                                                           |
| 1920                | Ilse Friedleben                                                                    |                                                                                    |                                                                                    |
| 1914– 1919          | Nu s-a ținut                                                                       | Nu s-a ținut                                                                       | Nu s-a ținut                                                                       |
| 1913                | Dora Köring (2)                                                                    |                                                                                    | 6–4, 6–4                                                                           |
| 1912                | Dora Köring                                                                        |                                                                                    | 6–2 6–2                                                                            |
| 1911                | Mieken Rieck (2)                                                                   |                                                                                    | 6–1, 4–6, 6–1                                                                      |
| 1910                | Mieken Rieck                                                                       |                                                                                    | 6–1, 6–3                                                                           |
| 1909                | Anita Heimann                                                                      |                                                                                    | 6–4, 0–6, 6–4                                                                      |
| 1908                | Margit von Madarasz (2)                                                            | Salusbury                                                                          | 2–6, 6–4, 6–0                                                                      |
| 1907                | Margit von Madarasz                                                                |                                                                                    | 7–5, 0–6, 6–2                                                                      |
| 1906                | Luise Berton                                                                       |                                                                                    | 4–6, 6–3, 6–1                                                                      |
| 1905                | Elsie Lane (3)                                                                     | K. Krug                                                                            | 6–0, 6–1                                                                           |
| 1904                | Elsie Lane (2)                                                                     | L. Bergmann                                                                        | 6–3, 6–0                                                                           |
| 1903                | Violet Pinckney                                                                    | Hilda Meyer                                                                        | 6–2, 6–1                                                                           |
| 1902                | Mary Ross                                                                          | Hilda Meyer                                                                        | 8–6, 6–0                                                                           |
| 1901                | Toupie Lowther                                                                     | Gladys Dudell                                                                      | 6–0, 6–0                                                                           |
| 1900                | Blanche Hillyard (2)                                                               | Muriel Robb                                                                        | 2–6, 8–6, 7–5                                                                      |
| 1899                | Charlotte Cooper                                                                   | Clara von der Schulenburg                                                          | 7–5, 6–4                                                                           |
| 1898                | Elsie Lane                                                                         | Toupie Lowther                                                                     | 7–5, 7–5                                                                           |
| 1897                | Blanche Hillyard                                                                   | Charlotte Cooper                                                                   | 6–3, 6–2, 6–2                                                                      |
| 1896                | Maren Thomsen                                                                      | E. Lantzius                                                                        | 6–3, 6–2, 7–5                                                                      |

### Dublu
| An                 | Campione                               | Finaliste                                          | Scor                                   |
| ------------------ | -------------------------------------- | -------------------------------------------------- | -------------------------------------- |
| 2025               | Tereza Mihalíková Olivia Nicholls      | Sara Errani Jasmine Paolini                        | 4−6, 6−2, [10−6]                       |
| 2024               | Wang Xinyu Zheng Saisai                | Chan Hao-ching Veronika Kudermetova                | 6–2, 7–5                               |
| 2023               | Caroline Garcia Luisa Stefani          | Kateřina Siniaková Markéta Vondroušová             | 4–6, 7–6(10–8), [10–4]                 |
| 2022               | Storm Sanders Kateřina Siniaková       | Alizé Cornet Jil Teichmann                         | 6–4, 6–3                               |
| 2021               | Victoria Azarenka Arina Sabalenka      | Nicole Melichar Demi Schuurs                       | 4–6, 7–5, [10–4]                       |
| 2020               | Anulat din cauza pandemiei de COVID-19 | Anulat din cauza pandemiei de COVID-19             | Anulat din cauza pandemiei de COVID-19 |
| ↑ Berlin (iarbă) ↑ |                                        |                                                    |                                        |
| 2009– 2019         | Nu s-a ținut                           | Nu s-a ținut                                       | Nu s-a ținut                           |
| ↓ Berlin (zgură) ↓ |                                        |                                                    |                                        |
| 2008               | Cara Black Liezel Huber                | Nuria Llagostera Vives María José Martínez Sánchez | 6–2, 6–2                               |
| 2007               | Lisa Raymond Samantha Stosur           | Tathiana Garbin Roberta Vinci                      | 6–3, 6–4                               |
| 2006               | Yan Zi Zheng Jie                       | Elena Dementieva Flavia Pennetta                   | 6–2, 6–3                               |
| 2005               | Elena Likhovtseva Vera Zvonareva       | Cara Black Liezel Huber                            | 3–6, 6–3, 6–1                          |
| 2004               | Nadia Petrova Meghann Shaughnessy (2)  | Janette Husárová Conchita Martínez                 | 6–2, 2–6, 6–1                          |
| 2003               | Virginia Ruano Pascual Paola Suárez    | Kim Clijsters Ai Sugiyama                          | 6–3, 4–6, 6–4                          |
| 2002               | Elena Dementieva Janette Husárová      | Daniela Hantuchová Arantxa Sánchez Vicario         | 0–6, 7–6(7–3), 6–2                     |
| 2001               | Els Callens Meghann Shaughnessy        | Cara Black Elena Likhovtseva                       | 6–4, 6–3                               |